# Lucanus cervus
Lucanus cervus là một loài bọ cánh cứng trong họ Lucanidae. Loài này được L. mô tả khoa học năm 1758.

## Tham khảo

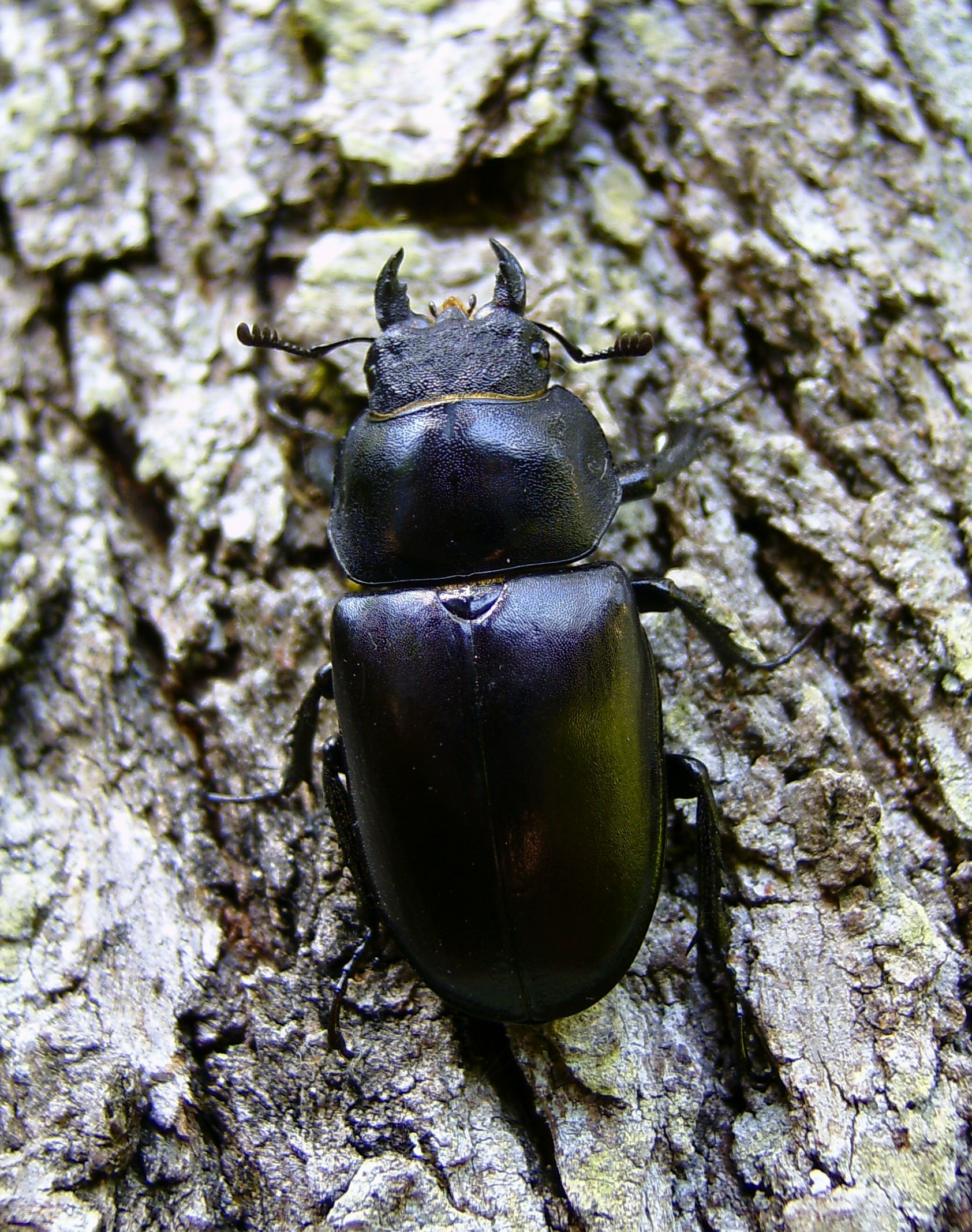
Lucanus cervus ♀